# Partido do Povo (Gronelândia)
O Partido do Povo Inuíte (em groenlandês Inuit Ataqatigiit; literalmente Comunidade do Povo) é um partido de esquerda da Groenlândia, fundado em 1976. Liderado por Múte Bourup Egede desde dezembro de 2018, o partido combina socialismo democrático, independentismo groenlandês, nacionalismo e ecologismo. É afiliado como observador à Internacional Socialista e integra a Esquerda Nórdica Verde no contexto europeu.
O Inuit Ataqatigiit (IA) foi formado em resposta ao radicalismo juvenil dos anos 1970 na Dinamarca e tornou-se um dos principais defensores da independência groenlandesa, embora com uma abordagem cautelosa, priorizando sustentabilidade econômica e ambiental. Governou a Groenlândia de 2021 a 2025, mas perdeu as eleições de 2025 para os Democratas, ficando em terceiro lugar com 21,4% dos votos e 6 cadeiras.

## Resultados eleitorais
O Inuit Ataqatigiit participa das eleições regionais da Groenlândia desde 1979. Abaixo está uma tabela com os resultados das eleições regionais para o Parlamento da Groenlândia (Inatsisartut) de 2002 a 2025:
| Ano  | Votos  | Percentagem | Lugares | Ref    |
| ---- | ------ | ----------- | ------- | ------ |
| 2002 | 7.242  | 25,3%       | 8 / 31  | [ 5 ]  |
| 2005 | 6.517  | 22,6%       | 7 / 31  | [ 6 ]  |
| 2009 | 12.457 | 43,7%       | 14 / 31 | [ 7 ]  |
| 2013 | 10.374 | 34,4%       | 11 / 31 | [ 8 ]  |
| 2014 | 9.783  | 33,2%       | 11 / 31 | [ 9 ]  |
| 2018 | 7.478  | 25,5%       | 8 / 31  | [ 10 ] |
| 2021 | 9.912  | 37,4%       | 12 / 31 | [ 11 ] |
| 2025 | 6.123  | 21,4%       | 6 / 31  | [ 12 ] |

### Eleições ao Folketing
O partido também concorre às eleições legislativas dinamarquesas para os dois assentos da Groenlândia no Folketing:
- 2019: 6.881 votos (35,7%), 1 cadeira.[13]
- 2022: 6.573 votos (35,2%), 1 cadeira.[14]